# 7851 Азуміно
7851 Азуміно (7851 Azumino) — астероїд головного поясу, відкритий 29 грудня 1996 року.
Тіссеранів параметр щодо Юпітера — 3,640.